# L'Habit vert (Flers et Caillavet)
Pour les articles homonymes, voir L'Habit vert.
L'Habit vert est une pièce de théâtre de Robert de Flers et Gaston Arman de Caillavet, représentée pour la première fois le 17 novembre 1912, au théâtre des Variétés, sur une mise en scène de Fernand Samuel.

## La pièce

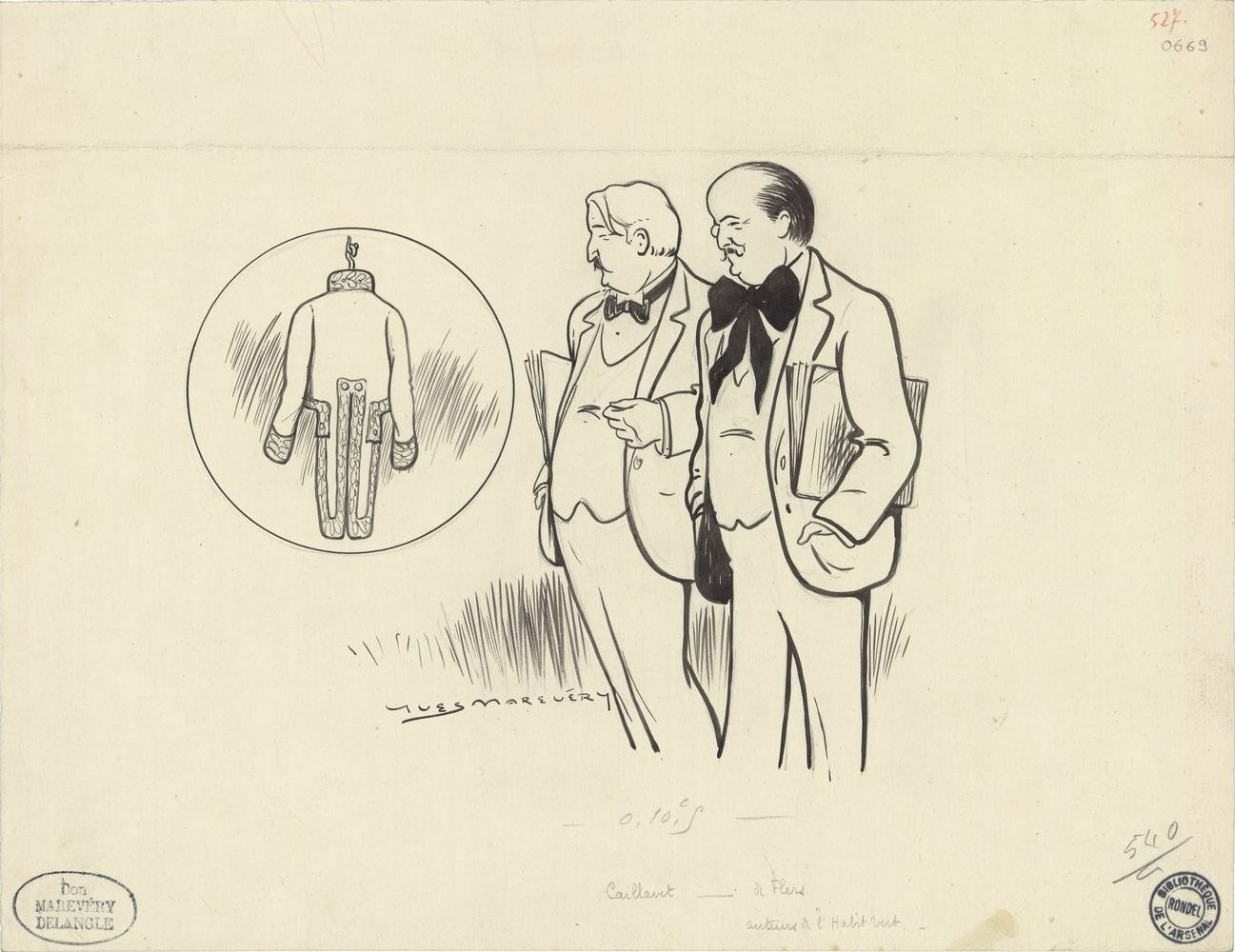
L'habit vert, Robert de Flers et Gaston Arman de Caillavet, dessin de Yves Marevéry.

Les auteurs ont inventé la surcomédie sociale qui a séduit immédiatement à l'époque. Dans cette comédie nouveau jeu, les individus passent au second plan, les caractères sont abandonnés à l'accessoiriste. Pour séduire la foule, il faut parler politique, faire semblant de s'attaquer aux cadres sociaux, aux dirigeants.
Assez oubliée aujourd’hui, elle fut, avec Le Roi un des deux grands succès de ces deux compères du rire qui font la transition, dans l’histoire du théâtre français, entre Feydeau et Guitry. Deux ans avant la Première Guerre mondiale, ils dépeignent la société de leurs contemporains, celle de la IIIe République, en épinglant tour à tour, de leur plume acerbe, tous les éléments qui la composent. Comme le signale le titre, l’intrigue se déroule dans ce lieu éminent de la culture nationale : l’Académie Française, qui devait être le titre initial de la pièce. Les Immortels sont donc la cible principale de Flers et Caillavet qui s’en donnent à cœur joie pour les tourner en ridicule tout en nous décrivant une société qui s’ennuie et cherche à briller par tous les moyens. Du point de vue historique, cette pièce est captivante car cette même société sera celle qui partira au combat, deux ans plus tard, la fleur au fusil.
Bien entendu, Robert de Flers devint académicien et Gaston Arman de Caillavet dut seulement à la mort de ne point le devenir !

## L'intrigue
Le duc de Maulévrier, royaliste et réactionnaire, directeur de l’Académie française, recherche désespérément un candidat pour remplacer un des Immortels qui vient de s’éteindre. À la suite d'un quiproquo, le comte de Latour-Latour se retrouve candidat à l'Académie. Or ce dernier est aussi l’amant de la duchesse, qui pense pouvoir vivre son idylle sans que son mari s’en aperçoive. C’est sans compter sur le pianiste virtuose Parmeline, artiste mégalo et ex-amant de la duchesse, qui va, bien malgré lui, faire basculer la situation en pleine séance de l’Académie, déclenchant ainsi un des plus gros scandales jamais connus sous la Coupole.

## Distribution
| Rôles                                          | Première, 17 novembre 1912, mise en scène de Fernand Samuel. | 9 février 1957, mise en scène Marcel Cravenne. |
| ---------------------------------------------- | ------------------------------------------------------------ | ---------------------------------------------- |
| Le Duc de Maulévrier                           | Guillaume Guy                                                | Lucien Baroux                                  |
| La Duchesse de Maulévrier                      | Jeanne Granier                                               | Betty Stockfeld                                |
| Parmeline                                      | Max Dearly                                                   | Jean Poiret                                    |
| Le Comte Hubert de Latour-Latour               | Albert Brasseur                                              | Michel Serrault                                |
| Ernest Durand                                  | Armand Numès                                                 | André Brunot                                   |
| Brigitte Touchard, secrétaire de Latour-Latour | Ève Lavallière                                               | Nicole Berger                                  |
| Pinchet                                        | Charles Prince                                               | Pierre Larquey                                 |
| Général de Roussy de Charmille                 | André Simon                                                  | Marcel Pérès                                   |
| Baron Bénin                                    | Charles Bernard                                              | Pierre Stephen                                 |
| Madame de Saint Gobain, une grande mondaine    | Thérèse Cernay                                               |                                                |
| Madame Sauvré                                  | Jeanne Ugalde                                                |                                                |
| Madame de Jargeau, femme frivole               | Lucy Mareil                                                  |                                                |
| Madame Maréchal                                | Madame Monteille                                             |                                                |
| Sociétaire de la Comédie-Française             | Cécile Sorel                                                 |                                                |
| Mélanie, une soubrette                         | Madame Badin                                                 |                                                |
| Laurel, secrétaire du duc                      | Gaston Dupray                                                |                                                |
| Le Doyen                                       | Émile Petit                                                  |                                                |
| Albert Tournache                               | Maurice de Canonge                                           |                                                |
| Monsieur de Saint-Gobain                       | Saturnin Fabre                                               |                                                |
| François                                       | Armand Lurville                                              |                                                |
| Mourier                                        | Émile Avelot                                                 |                                                |
|                                                | Rocher                                                       |                                                |

## Premier acte
Nous sommes à Deauville, dans la demeure du duc de Maulévrier et tout de suite nous comprenons aux serrements de mains discrets, aux façons de parler bas, aux airs contrits des dames du meilleur monde qui se trouvent là, qu'un malheur vient de frapper la noble famille du duc. Bientôt, quelques indiscrétions nous mettent au courant. C'est aujourd'hui en effet que se marie à Sainte-Clotilde l'amant de la duchesse et suivant les rites mondains, cette liaison étant officiellement reconnue par la meilleure société, chacun tient à prendre part à la douleur possible de la duchesse. Le duc est le descendant d'une des plus vieilles familles de France : il est académicien. Son intelligence remonte à la plus haute antiquité et elle ne paraît pas en être revenue. C'est un fantoche d'une distinction parfaite, d'une correction absolue ; il ne veut point se compromettre avec son siècle ; il évite même de mettre les pieds sur la plage de Deauville, où trop de gens qu'il ne veut pas connaître pourraient le saluer. La duchesse, suivant l'usage, est américaine. C'est une femme sentimentale, distinguée, qui parle assez correctement le français, malgré quelques confusions regrettables de mots, mais qui reprend tout aussitôt le patois des prairies ancestrales lorsqu'une émotion amoureuse vient la troubler. La duchesse, comme toutes les riches grandes dames un peu américaines, est éprise de grand art et d'harmonie. Parmeline fut son premier amant. Il est resté l'ami des mauvais jours, l'homme à qui une femme sentimentale peut tendre la main en cas de détresse et qui n'hésite pas à lui rendre la pareille lorsque de méprisables embarras financiers l'y contraignent. Parmeline revient de Naples. Il ne compte plus ses succès mais il les conte avec complaisance. Nous savons quelles nuits délicieuses il passa avec cette comtesse napolitaine, les soirs où son mari était de garde comme employé d'octroi. Mais, comme le langage vulgaire est impuissant à exprimer ses sensations, Parmeline les joue et quelques thèmes musicaux suffisent à éclairer sur ses aventures sentimentales. En venant de Naples à Deauville, Parmeline se trouvait dans le train en compagnie d'une femme si laide qu'il ne put en supporter la vue. Cette femme devenait plus laide à chaque station. Brusquement, l'artiste comprit ce miracle ; pour enlaidir ainsi, ce ne pouvait être qu'une fée, une fée à qui le baiser d'un artiste sublime, admirablement beau, rendrait sans aucun doute sa merveilleuse forme véritable. Et, brusquement, Parmeline se décida. Il embrassa sur la bouche la voyageuse qui voulut se jeter sur la sonnette d'alarme.
Les anecdotes abondent, les mots d'esprit se trouvent à chaque réplique, mais ils sont, pour quelques instants tout au moins, dans la situation, ils éclairent rapidement le caractère des personnages, ils l'indiquent d'une façon tout au moins spirituelle. Tandis que la duchesse, restée seule un instant, cherche à mettre en musique quelques couplets genre Salomé qu'on lui confia : « Donne moi ta bouche ». la brusque arrivée dans le salon du jeune et noble comte Hubert de Latour-Latour qui, prenant au pied de la lettre le désir chanté par la duchesse, l'embrasse violemment sur les lèvres. Hubert de Latour-Latour était un brave jeune homme qui voyageait dans le même compartiment que Parmeline. Il rapportait à l'artiste ses bagages que celui-ci avait oubliés. La présentation est un peu brusque, mais la duchesse, qui vient de perdre son amant, se met tout aussitôt à prononcer d'incohérentes phrases en patois américain, C'est là un signe qui ne saurait tromper Parmeline ; son futur amant sera Hubert de Latour-Latour. On présente également dans cet acte le député du département, M. Durand, qui deviendra au dernier acte Président de la République et qui se borne, pour aujourd'hui à présenter comme secrétaire, au duc de Maulévrier, sa filleule instruite, mais à peine dégrossie : Brigitte Touchard. Elle épousera, au dernier acte, le jeune comte Hubert de Latour-Latour, la duchesse ne pouvant avoir pour ce jeune homme qu'une passion momentanée.

## Deuxième acte
Le second acte se passe à Louveciennes, dans la propriété du duc de Maulévrier. La duchesse et Hubert sont au mieux et tout va bien puisqu'ils en sont aux scènes de jalousie, Hubert de Latour-Latour a pris déjà une gentille petite maîtresse dans le monde des théâtres, puisqu'en somme la duchesse n'est pour lui qu'une liaison mondaine de convenance, une sorte de mariage moderne au second degré exigé par les usages de la bonne société. Toutefois, comme la duchesse se fâche et que Hubert de Latour-Latour tombe à ses pieds pour implorer son pardon, une catastrophe fâcheuse est sur le point de se produire, car le duc entre tout justement, à ce moment précis, dans le salon. Mais la duchesse et Hubert seront sauvés par la providentielle intervention de la secrétaire, Brigitte, qui aime Hubert, et lui rédige les importants souvenirs historiques de sa famille. Elle vient tout justement de retrouver aux archives cette histoire fort piquante d'un Latour-Latour qui, surpris par le roi aux pieds de Madame de Montespan, fut sauvé grâce à la présence d'esprit de la favorite. « Sire, dit-elle à son royal amant, ce jeune abbé me suppliait d'intercéder auprès de vous pour l'élever à l'épiscopat de Bordeaux ». Et ce fut ainsi que, fort jeune, l'ancêtre de Latour-Latour devint archevêque. Brigitte sauvera la duchesse et Hubert qui, dans leur trouble, montrent moins d'esprit que Mme de Montespan. Elle persuadera le duc que l'ambition secrète du comte Hubert était d'être élu à l'Académie française, qu'il suppliait la duchesse d'en parler à son mari, et que, dans son trouble, il n'ose plus avouer ses ambitions. Le duc sera charmé par cette façon de n'implorer une femme qu'à genoux et cette candidature lui apparaîtra, au surplus, providentielle. On manque, à l'Académie, d'hommes du monde ; le bon esprit de la maison s'en va chaque jour. L'affreuse invasion des littérateurs et des auteurs dramatiques compromet le bon ton de l'institution. Le vieux secrétaire de l'Académie, Pinchet, nous l'expliquait longuement au premier acte. Assez de littérateurs dit le duc, assez de généraux, nous dira également le général Roussy de la Charmille, seul général actuellement à l'Académie ; il faut un homme du monde ; il faut un inconnu dont on ne puisse dire aucun mal, dont on ne puisse critiquer aucune œuvre. Hubert de Latour-Latour est le candidat rêvé.

## Troisième acte
Le troisième acte se déroule sous la coupole de l'Institut, pendant la réception publique du comte Hubert de Latour-Latour. 
« Admirable compagnie que la vôtre, messieurs. En jetant les yeux autour de moi, je discerne avec quel art vous l'avez composée. Ne semble-t-il pas que vous ayez voulu tout prévoir ? Avec quelle sérénité je considère désormais l'existence ! Suis-je inquiet de ma santé, j'aperçois parmi vous un savant physiologiste. Souhaité-je obtenir un sursis pour l'un de mes serviteurs, voici un général. Rêvé-je d'une croisière en yacht au cours de l'été, voici un amiral. Ai-je des difficultés d'argent, voici un économiste. Suis-je aimé, voici un poète. Suis-je trompé, voici un moraliste, Ai-je commis un acte délictueux, voici un grand avocat. Ai-je besoin de scepticisme, voici un homme politique. Ai-je le désir de me venger d'un ennemi, voici un célèbre philanthrope. Ai-je envie de me confesser, voici un évêque. »
Celui-ci prononce le plus étourdissant, le plus fantaisiste et tout en même temps le plus invraisemblable discours de réception.
« Vous avez voulu, une fois de plus, appeler à vous une personnalité représentative de toute une classe sociale. Oui, messieurs, je le proclame avec un piquant mélange de modestie et de fierté, ce que vous avez élu en moi, c'est l'Homme du Monde ! Qu'est-ce qu'un homme du monde?
Que représentent ces deux mots, — homme et monde, — qui, considérés séparément, n'offrent aucun intérêt, et qui prennent tant de profondeur et de noblesse lorsqu'ils s'associent dans cette expression : un homme du monde.
L'homme du monde, messieurs, c'est l'être choisi, formé lentement par le travail des siècles. Les âges primitifs l'ignorent. On ne trouve pas trace de son existence aux époques préhistoriques. Les paléontologues ont pu retrouver dans les terrains quaternaires des fragments de mammouth et d'aurochs; mais aucun fragment d'homme du monde. Il n'apparaît que dans les civilisations raffinées. Alors, il se nomme Alcibiade dans Athènes, il s'appelle Pétrone dans Rome. Mais les invasions barbares le submergent et c'est justement parce qu'il a disparu qu'elles sont barbares. Imaginez, messieurs, ce qu'eût pu faire Attila, si, au lieu de n'être qu'un guerrier redoutable, il eût été, en outre, un parfait homme du monde?
Il reparaît au temps de la Renaissance, avec les lettres et les arts, la grâce et l'infidélité. Il reçoit le coup de soleil du dix-septième siècle, le coup de poudre du dix-huitième, pour atteindre enfin le maximum de sa forme dans la société moderne qui le porte, si j'ose ainsi parler, comme une orchidée à sa boutonnière. Pardonnez-moi ce trait d'observation dont la justesse m'a charmé. L'homme du monde ne fréquente que peu de gens et que peu d'idées. C'est sa faiblesse, aux yeux de certains; aux miens, c'est son honneur. Brummel disait que l'homme parfaitement bien habillé est celui dont nul ne peut remarquer qu'il est bien habillé. De même, l'homme parfaitement spirituel est, à mes yeux, celui dont personne ne peut apercevoir qu'il est spirituel ! Tel a été l'idéal où j'ai sans cesse tâché d'atteindre. Y ai-je réussi ? »

Avec l'éloge de la femme 
« La femme française, ne la trouvons-nous pas un peu partout mêlée à notre vie, a tous les postes et dans toutes les classes de la société ? La femme, c'est l'ouvrière. la duchesse, la petite employée, la femme, la sœur, la mère, la belle-sœur, la cousine, la cantinière, la grande dame, la reine, la jeune fille, la grand'mère ; la femme française est partout.  »
Le récipiendaire fait l'éloge à ses collègues d'un défunt qu'il est le seul, à ne point connaître ! Très digne, le duc de Maulévrier se lève pour faire l'éloge du nouveau venu. Mais, dès le second feuillet de son discours, qui commence par ces mots : My dear Coco, il se trouble; s'affole et la séance est levée dans un  indescriptible désordre. La Duchesse est défaite, Parmeline s'accuse de négligence et cherche quel genre de suicide il pourra adopter. C'est en effet lui qui, hier, dans un moment de trouble, fut chargé de faire disparaître une lettre que la duchesse écrivait à Hubert lorsque son mari entra, et c'est cette lettre qui, égarée, s'est retrouvée entre deux feuillets du discours. Maulévrier malgré son digne aveuglement, est bien forcé de se rendre à l'évidence. Il ne veut pas qu'on reprenne la séance, mais le secrétaire perpétuel, à défaut du doyen, un peu vieux et sourd auquel on est obligé de hurler des détails qu'il trouve fort égrillards, saura persuader le duc que la dignité du corps tout entier est en jeu et, pour ne pas contrister Richelieu, dignement, la séance sera reprise comme si rien ne s'était passé.

## Quatrième acte
Le quatrième acte se déroule à l'Élysée. La duchesse, touchée par la belle attitude de son mari, demandera elle-même au Président de la République d'envoyer le nouvel académicien en exil et on le déléguera à un congrès des langues romanes qui se tient à Bucarest. Le duc qui vient présenter le nouvel académicien au Président de la République, se montrera enchanté de cette solution. Il sera ravi lorsqu'on lui apprendra en outre ce que tout le monde vient de décider : le mariage du comte Hubert et de Brigitte, qui est aujourd'hui la filleule du Président de la République Durand, abandonné de tous, complètement inutile dans l'État et qui est obligé de lire les journaux pour savoir ce qui se passe en France, est ravi de se montrer utile, d'intervenir personnellement dans ces petites affaires de famille, d'avoir enfin pendant quelques minutes un semblant d'autorité.

## Adaptation
La pièce a été adaptée au cinéma avec le même titre par Roger Richebé en 1937.
Elle a aussi reçu une adaptation sous la forme d'un téléfilm en 1957, par Marcel Cravenne.

## Hommages et mentions
Dans Du côté de chez Jean de Jean d'Ormesson, académicien de son état, la pièce est évoquée à demi-mot : « Oui, je dois être très stupide pour m'être ennuyé autant devant des maîtres si remarquables, des camarades si brillants, des livres si prodigieusement géniaux. J'allais lire en cachette Flers et Caillavet et Arsène Lupin quand je n'en pouvais plus d'Origène. » (chapitre XIII De l'ennui, édition folio, p. 177)

## Sources
- Jules Delini, « Au cortège triomphal des dieux va succéder, au Théâtre des Variétés, le pittoresque défilé des "Habits verts" », Comoedia,‎ 13 novembre 1912, p. 3 (lire en ligne, consulté le 24 octobre 2017).
- Gaston de Pawlowski, « L'Habit vert », Comoedia,‎ 17 novembre 1912, p. 1 (lire en ligne, consulté le 24 octobre 2017).